# St. Peter (Graz)
St. Peter ist der 8. Stadtbezirk der steirischen Landeshauptstadt Graz.
Er wurde 1938 aus den ehemaligen Straßendörfern St. Peter, Neufeld, Peterstal und Petersbergen sowie dem Hauptteil von Messendorf (1233 urkundlich erwähnt) gebildet. Er besteht aus den Katastralgemeinden Graz Stadt-Messendorf und St. Peter.

## Geschichte

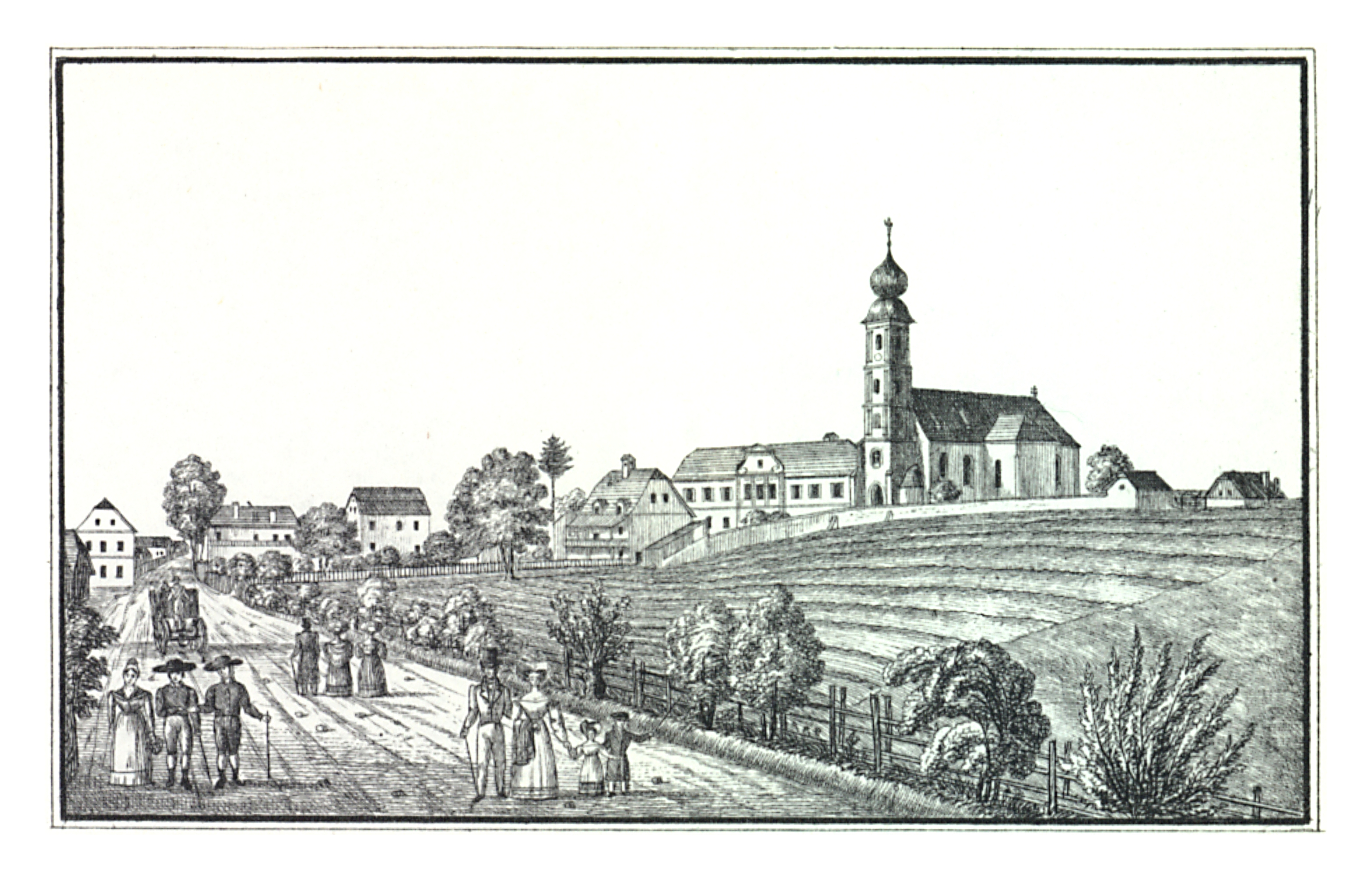
St. Peter um 1830, Lith. Anstalt J.F. Kaiser, Graz

Die Anfänge der deutschsprachigen Besiedelung des östlichen Grazer Beckens sind wohl in die Mitte des 11. Jahrhunderts zu setzen. St. Peter hieß ursprünglich Tremendorf und wird noch im Babenberger Urbar von 1220/30 so bezeichnet. 1258 scheint in einer Schenkungsurkunde an das Stift Rein unter den Zeugen der Ritter Wulfing von St. Peter (Wluingus miles de Sancto Petro) auf: offensichtlich hatte sich der Dorfname in der Zwischenzeit geändert. Gleichzeitig ist das Dokument der älteste schriftliche Nachweis einer Kirche in St. Peter. Der archäologische Befund weist allerdings auf eine kleine romanische Kirche hin, die damals schon länger bestanden haben muss. Tremendorf lag mitten im Gebiet des großen landesfürstlichen Besitzes; es könnte daher schon vor der Gründung von Graz eine Eigenkirche der niederen Adeligen erbaut worden sein.
1294 wird ein Pfarrer Ortolf von St. Peter urkundlich genannt. Zwar gehörte St. Peter bis ins 20. Jh. als „Ewiges Vikariat“ zur Grazer Stadtpfarre, die Vikare von St. Peter wurden allerdings stets „Pfarrer“ genannt und besaßen Pfründen sowie andere Sonderrechte, die sie anderen Pfarrern quasi gleichstellten.
1532 wurde St. Peter von den Türkeneinfällen getroffen. Auch die Kirche wurde zumindest teilweise zerstört, aber schon 1535 wieder geweiht. Im 16. und 17. Jahrhundert bestand der Hof zu St. Peter. Seit dem Mittelalter war die Ortschaft mit Marktrecht der Mittelpunkt einer großen Pfarre. Ihre Bewohner waren in der Landwirtschaft tätig oder betrieben ein Gewerbe.
Ab der Mitte des 19. Jahrhunderts entstanden in St. Peter und Messendorf große Ziegelfabriken, weil der Bedarf an Baumaterial während der Gründerzeit in Graz stark angestiegen war. Bekannt wurden die Familien Eustacchio und Aita. Um 1900 entstand mit der Gartenstadtsiedlung eine Villenkolonie, in der auch der Dichter Rudolf Hans Bartsch lebte. Auch war der Bau eines Flughafens in St. Peter als Alternative zu Thalerhof angedacht, wobei das Projekt 1929 aufgegeben wurde. Stattdessen wurde ein Rundfunksender errichtet.
Die Eingemeindung ins Grazer Stadtgebiet erfolgte nach dem Anschluss Österreichs 1938. Seither wurde eine intensive Bautätigkeit aufgenommen, die den dörflichen Charakter weitgehend überprägt hat. Besonders nach dem Zweiten Weltkrieg in der Zeit des Wiederaufbaus florierte die Ziegelwirtschaft im Grazer Osten, bis 1967 das letzte Ziegelwerk schloss. Ein Grund war neben dem gesunkenen Bedarf auch das Ende der dafür benötigten Lehmschichten.
Von 1906 bis 1969 führte eine Straßenbahnlinie bis ins Zentrum von St. Peter; diese wurde ab 1970 nur noch bis zum Schulzentrum geführt und erst 2007 bis ins Peterstal verlängert. Im Schulzentrum St. Peter wenden heute nur mehr Autobuslinien.
Von 1972 bis 1978 wurde die Terrassenhaussiedlung errichtet; es folgten die Eisteichsiedlung und zahlreiche andere Wohnprojekte. St. Peter ist bis heute eine beliebte Wohngegend geblieben, was sich auch an der intensiven Bautätigkeit und dem damit verbundenen Rückgang an Grünraum zeigt.

## Bauwerke
- Pfarrkirche St. Peter

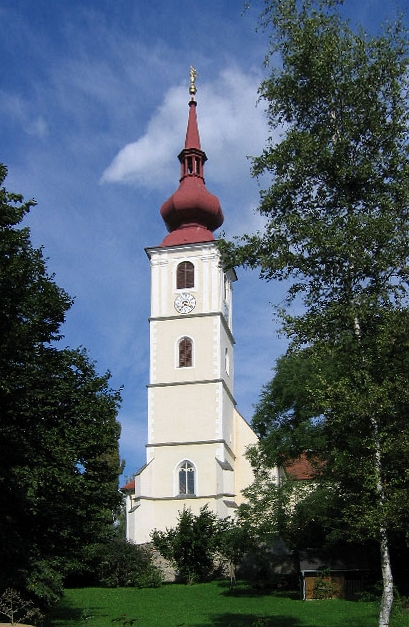
Pfarrkirche

- Landesstudio Steiermark des ORF von Gustav Peichl („Peichl-Torte“)
- Terrassenhaussiedlung, erbaut 1973–1978 nach Plänen der Werkgruppe Graz (Eugen Gross, Friedrich Groß-Rannsbach und Werner Hollomey).
- Peterstalstraße 16c-f, geplant Anfang der 1980er Jahre von Helmut Richter und Heidulf Gerngross, erbaut 1986–1991 (Modell Steiermark)

## Natur
- Grazer Urwald: Das verwilderte Gelände einer ehemaligen Baumschule, die infolge der schwierigen wirtschaftlichen Situation nach dem Ersten Weltkrieg aufgelassen wurde, zeichnet sich durch eine reiche Tier- und vor allem Pflanzenwelt aus und beinhaltet zahlreiche in Mitteleuropa nicht heimische Pflanzen, darunter einen Riesenmammutbaum. Das drei Hektar große, frei zugängliche Grundstück ist seit 1993 im Besitz der Österreichischen Naturschutzjugend und dient auch als Naturlernort.

- Naturschutzgebiet Lustbühel: Am Südosthang des Lustbühels an der Bezirksgrenze zu Waltendorf wurde 1989 ein Naturschutzgebiet eingerichtet, das feuchte bis nasse Wiesenstandorte und einen Schwarzerlen-Bruchwald (Quellbereich des Petersbachs) umfasst. Neben seltenen Schmetterlings- und Zikadenarten kommen verschiedene Amphibienarten und die geschützte Hunds-Zahnlilie vor.[7]

## Wirtschaft und Infrastruktur

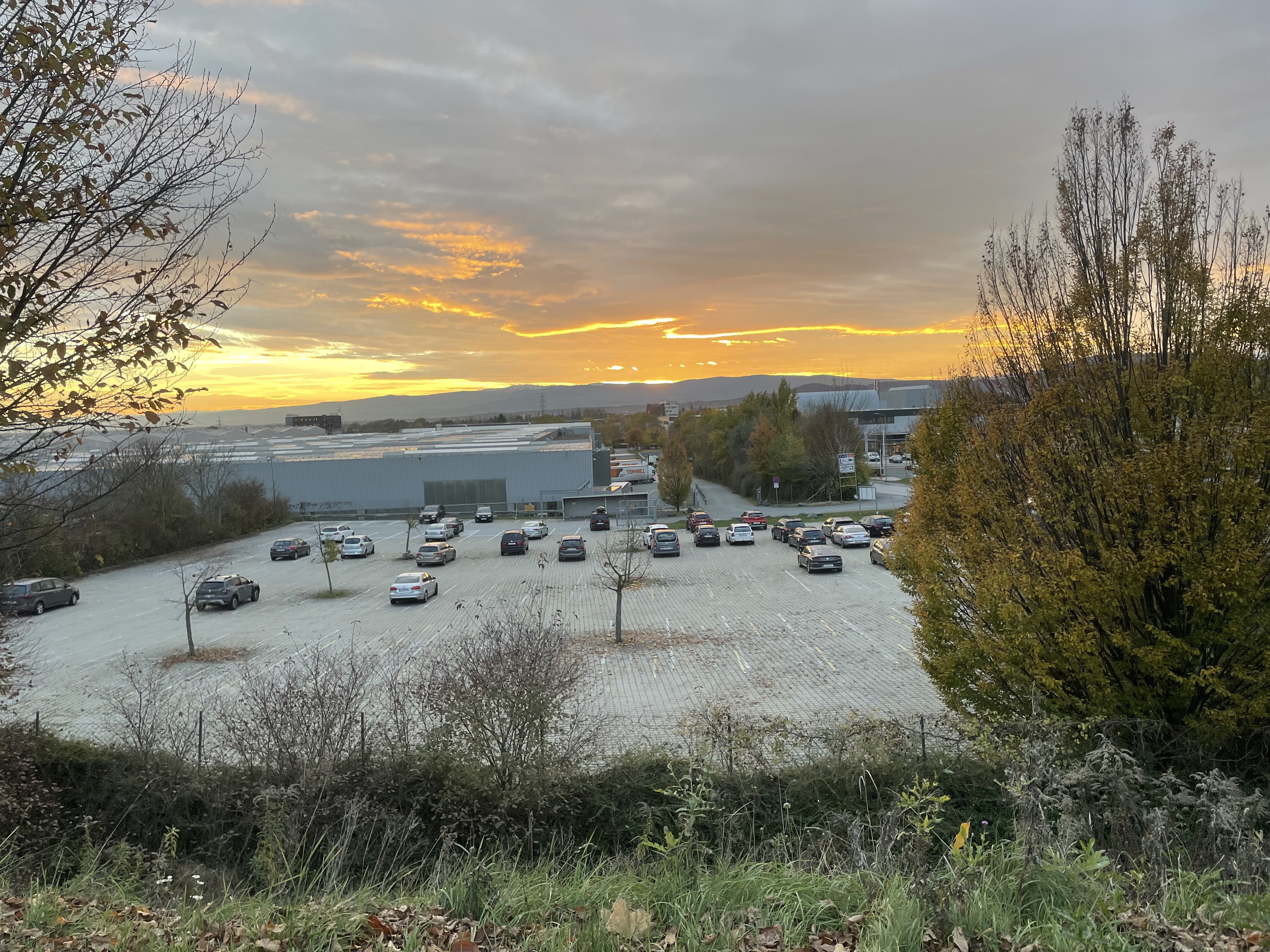
Industriepark Messendorf

- Industriepark Messendorf
- Center Ost

### Öffentlicher Verkehr

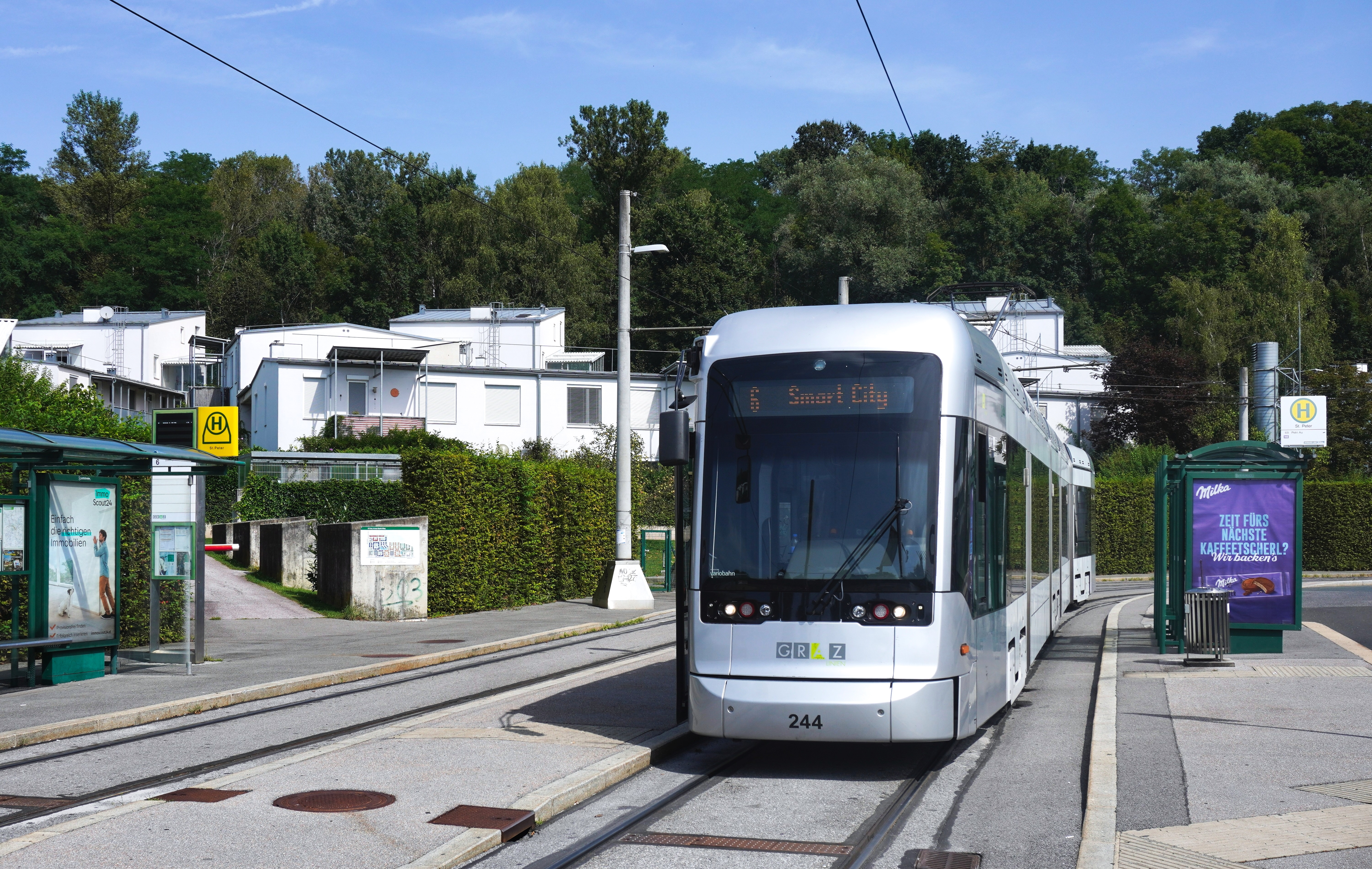
Wendeschleife St. Peter

Seit ihrer Verlängerung ins Peterstal im November 2007 verbindet die Straßenbahnlinie 6 den Bezirk mit dem Schulzentrum St. Peter und der Innenstadt. Weiters verkehren im Bezirk die Buslinien 63, 64, 64E, 66, 68, 69, 72 der Graz Linien und privater Unternehmen sowie weitere regionale Buslinien.

### Individualverkehr
Eine der Haupteinfahrtsrouten von Osten führt über die St.-Peter-Hauptstraße durch den Bezirk. Über den St.-Peter-Gürtel ist die an der Bezirksgrenze liegende Autobahnauffahrt Raaba der Süd Autobahn A 2 zu erreichen.

### Bildung
- Volksschule St. Peter
- Volksschule Neufeld, UNESCO-Schule, Pädagogischer Panther 2008[8]
- Volksschule Eisteich
- Freie Waldorfschule Graz
- Zweigstelle St. Peter der Volkshochschule Graz
- Musikschule Graz-St. Peter